# Contea di Perry (Kentucky)
La contea di Perry è una suddivisione amministrativa dello Stato del Kentucky, negli Stati Uniti. La popolazione al censimento del 2000 era di 29 390 abitanti. Il capoluogo di contea è Hazard